# Can Bordeta
Can Bordeta és antic mas al Carrer de la Processó al vessant oest del pujol de migdia en el poble de Fontanilles.
És de dues plantes (planta baixa i primer pis) cobert a dues aigües amb teula àrab, i construït amb materials propers a la zona on està ubicat, és a dir, pedra i morter de calç, recoberts amb una arrebossat de morter.
A la seva dreta hi ha un afegit posterior (un cobert o garatge) construït amb totxo i teules.